# WWE SmackDown! Here Comes the Pain
WWE SmackDown! Here Comes the Pain (Exciting Pro Wrestling 5 в Японии) — компьютерная игра 2003 года для PlayStation 2 в жанре симулятора рестлинга, разработанная Yuke’s, и изданная THQ. Игра оснонована на рестлинг-промоушне World Wrestling Entertainment (WWE).
Игра входит в серию WWE SmackDown! (позже WWE SmackDown! vs. Raw, WWE и WWE2K), являясь пятой её частью. Это продолжение WWE SmackDown! Shut Your Mouth, выпущенной в октябре 2002 года.
Это первая часть серии, которая не имеет фразы Скалы в названии и его фотографии на обложке. Игра получила «в целом благоприятные» отзывы от критиков и «всеобщее одобрение» от фанатов и геймеров, причем часть фанатов рестлинга считает Here Comes The Pain одной из величайших видеоигр про рестлинг всех времен.

## Игровой процесс
В играх появилась более сложная система захватов, при этом сохранился быстрый геймплей серии.
Наряду с новой системой захватов впервые появились индикаторы повреждений тела и счетчики подчинения (как для того, кто применяет прием, так и для того, кто вырывается из приема), а также возможность разорвать захват при касании канатов и индивидуальные шкалы персонажей, состоящие из статистических данных (таких как сила, выносливость и скорость). В Here Comes the Pain также впервые в рестлинг-игре были представлены матч Elimination Chamber и матч в лифчиках и трусиках.
Наряду с игровым составом из более чем 50 суперзвезд, которые на момент выхода игры были активными членами состава WWE, впервые были представлены легенды, среди которых были такие ушедшие на покой рестлеры, как Джимми Снука и Родди Пайпер, а также бывшие итерации нынешних рестлеров, например, Гробовщик в образе 1990-х годов. Это также последний раз, когда Скала и Стив Остин появятся в игре WWE не в качестве легенд, и первая игра WWE, в которой будущие главные герои Джон Сина, Батиста и Рей Мистерио являются играбельными персонажами. Это также первая игра, в которой Кейн изображен без маски.
Дополнительные обновления появились в режиме «Сезон»: решения (например, куда вы хотите пойти и что делать дальше) принимаются на новом экране меню в раздевалке, а игроки могут войти в комнату генерального менеджера, чтобы попросить о титульных матчах и смене бренда. В зависимости от того, куда вы отправитесь — на SmackDown! или RAW, — вам предстоит завоевать несколько титулов.

## Разработка
В разрабатываемой версии были представлены Джефф Харди, Халк Хоган (вместе со своим альтер эго Мистером Америка и его внешностью 1980-х годов) и Последний воин. Хоган и Харди были удалены из игры, когда они покинули WWE, а Воин был исключен из-за юридического спора с компанией. Данные о других исключенных из игры рестлерах, включая Эла Сноу, Спайка Дадли, Билли Кидмана, Билли Ганна, Уильяма Ригала, Брэдшоу, Молли Холли и «3-минутного предупреждения», остались на финальных дисках, но ни один из них не имеет готовых моделей персонажей. Концепция наличия нескольких версий Хогана в одной игре была окончательно реализована с выходом WWE SmackDown! vs. Raw 2006.

## Оценки
| Сводный рейтинг    | Сводный рейтинг |
| Агрегатор          | Оценка          |
| ------------------ | --------------- |
| GameRankings       | 86,46 %         |
| Metacritic         | 85/100          |
| Иноязычные издания |                 |
| Издание            | Оценка          |
| EGM                | 7,5/10          |
| Eurogamer          | 9/10            |
| Famitsu            | 29/40           |
| Game Informer      | 8,5/10          |
| GamePro            | [ 8 ]           |
| GameSpot           | 9/10            |
| GameSpy            | [ 10 ]          |
| GameZone           | 9,2/10          |
| IGN                | 9,1/10          |
| OPM                | [ 13 ]          |

WWE SmackDown! Here Comes the Pain получила «платиновую» награду за продажи от Entertainment and Leisure Software Publishers Association (ELSPA), что свидетельствует о продажах не менее 300 000 копий в Великобритании.
Игра получила «в целом благоприятные» отзывы критиков, согласно агрегатору рецензий Metacritic.
IGN назвал игру «одной из лучших игр про рестлинг, в которые мы когда-либо играли… С ее ультра-улучшенной игровой механикой, улучшенным визуальным движком, более интеллектуальным режимом карьеры и функцией создания персонажа, Yuke’s и THQ определенно идут к успеху». GameSpot написал: «Однако то, чего игре не хватает в инновациях, она с лихвой компенсирует в простом удобстве игры». Eurogamer назвал игру «превосходным сочетанием традиционных и специфических для реслинга боевых механик, и здесь так много разнообразия, что не будет преувеличением сказать, что вы можете играть в эту игру от сих до следующих SmackDown, не скучая и не исчерпывая возможностей». GMR сказал: «Болевые приёмы наконец-то имеют смысл благодаря логичной системе повреждений, основанной на местоположении, а вес рестлеров представлен точно».
Другие отзывы были более неоднозначными. Официальный американский журнал PlayStation Magazine назвал ее «первой игрой в серии, которая пытается удовлетворить обе стороны, сочетая быстрое действие с техническими элементами реслинга, и это работает — почти». В Японии Famitsu поставил игре оценку 29 из 40.